# Gonia longiforceps
Gonia longiforceps là một loài ruồi trong họ Tachinidae.